# Хроніка Німецько-радянської війни/Червень 1941 року

## 22 червня1941 року. 1-й день війни
22 червня о 3 годині 30 хвилин німецькі війська перейшли в наступ. Розпочалась Німецько-радянська війна.
СРСР. О 5 годині 25 хвилин Д. Г. Павлов направив командувачам 3-ї, 10-ї та 4-ї армій директиву: «Зважаючи на масові військові дії, що проявилися з боку німців наказую: підняти війська та діяти по-бойовому».
Третій Рейх. О 5 годині 30 хвилин міністерство закордонних справ Німеччини направило народному комісару закордонних справ СРСР Ноту від 21 червня 1941 року, в якій заявило:
«... Радянський уряд усупереч своїм зобов'язанням і в явному протиріччі зі своїми урочистими заявами діяв проти Німеччини, а саме:

Підривна робота проти Німеччини та Європи була не просто продовжена, а з початком війни ще й посилена.
Зовнішня політика ставала все ворожішою відносно Німеччини.
Усі збройні сили на німецькому кордоні були зосереджені та розгорнуті в готовності до нападу.
Таким чином, радянський уряд зрадив і порушив договори та угоди з Німеччиною. Ненависть більшовицької Москви до націонал-соціалізму виявилась сильнішою політичного розуму. Більшовизм — смертельний ворог націонал-соціалізму.
Більшовицька Москва готова завдати удару в спину націонал-соціалістичній Німеччині, яка веде боротьбу за існування.

Уряд Німеччини не може байдуже ставитися до серйозної загрози на східному кордоні. Тому фюрер віддав наказ німецьким збройним силам всіма силами та засобами відвести цю загрозу ... »
СРСР. О 7.15 в західні військові округи була передана директива № 2:
«22 червня 1941 р. о 4 годині ранку німецька авіація без жодної причини скоїла нальоти на наші аеродроми та міста вздовж західного кордону та піддала їх бомбардуванню. Одночасно в різних місцях німецькі війська відкрили артилерійський вогонь і перейшли наш кордон. У зв'язку з нечуваним по нахабству нападом з боку Німеччини на Радянський Союз наказую:

1. Військам усіма силами та засобами кинутися на ворожі сили та знищити їх у районах, де вони порушили радянський кордон.
2. Розвідувальній та бойовій авіації встановити місця зосередження авіації противника та угруповання його наземних військ. Потужними ударами бомбардувальної та штурмової авіації знищити авіацію на аеродромах противника й розбомбити угруповання його наземних військ ...
На територію Фінляндії та Румунії до особливих вказівок нальотів не робити.
Тимошенко Маленков Жуков
22 червня. О 12.00 відбувся виступ по радіо народного комісара закордонних справ СРСР В. М. Молотова
«... Сьогодні в 4:00 ранку, без пред'явлення будь-яких претензій до Радянського Союзу, без оголошення війни, німецькі війська напали на нашу країну, атакували наші кордони в багатьох місцях і піддали бомбардуванню зі своїх літаків наші міста - Житомир, Київ, Севастополь, Каунас і деякі інші, причому вбито та поранено більше двохсот чоловік. Нальоти ворожих літаків і артилерійський обстріл було здійснено також з румунської та фінляндської території ...

Уже після вчинення нападу німецький посол у Москві Шуленбург в 5:30 ранку зробив мені, як народному комісару закордонних справ, заяву від імені свого уряду про те, що німецький уряд вирішив виступити з війною проти СРСР у зв'язку із зосередженням частин Червоної Армії у східній частині німецького кордону
У відповідь на це мною від імені радянського уряду було заявлено, що до останньої хвилини німецький уряд не висував ніяких претензій до радянського уряду, що Німеччина вчинила напад на СРСР, незважаючи на миролюбиву позицію Радянського Союзу, й що тим самим фашистська Німеччина є нападаючою стороною ...

Тепер, коли напад на Радянський Союз уже здійснився, радянський уряд віддав нашим військам наказ — відбити розбійницький напад і вигнати німецькі війська з території нашої Батьківщини ... Наше діло праве. Ворог буде розбитий. Перемога буде за нами.»
Королівство Італія. В 12:00 дня міністр закордонних справ Італії Чіано заявив:
"Зважаючи на ситуацію та в зв'язку з тим, що Німеччина оголосила війну СРСР, Італія, як союзниця Німеччини та як член Троїстого пакту, також оголошує війну Радянському Союзу з моменту вступу німецьких військ на радянську територію, тобто з 5.30 22 червня ".
СРСР. В 21.15 в західні військові округи була передана директива № 3:
«1. Противник, завдаючи удари зі Сувалківського виступу на Оліта й з району Замостя на фронті Володимир-Волинський, Радехів, допоміжні удари в напрямках Тільзіт, Шауляй та Седлець, Волковиськ, протягом 22.6, зазнавши великих втрат, досяг невеликих успіхів на зазначених напрямках. На інших ділянках держкордону з Німеччиною та на всьому держкордоні з Румунією атаки противника відбиті з великими для нього втратами.

2. Найближчим завданням військ на 23-24.6 ставлю:
а) концентрованими зосередженими ударами військ Північно-Західного та Західного фронтів оточити та знищити Сувалківське угруповання противника та до результату 24.6 опанувати районом Сувалки;
б) потужними концентрованими ударами механізованих корпусів, всією авіацією Південно-Західного фронту та інших військ 5 та 6 армії оточити та знищити угруповання противника, який наступає в напрямку Володимир-Волинський, Броди. На кінець 24.6 опанувати районом Люблін ...

На фронті від Балтійського моря до держкордону з Угорщиною дозволяю перехід держкордону та дії, не рахуючись з кордоном ... Тимошенко Маленков Жуков
СРСР. Указом Президії Верховної Ради СРСР від 22 червня 1941 р. з 23 червня була оголошена мобілізація військовозобов'язаних  1905-1918 рр. народження в 14 військових округах з 17. У трьох інших округах - Забайкальському, Середньоазіатському та Далекосхідному - мобілізація була оголошена через місяць особливим рішенням уряду таємним способом як «великі навчальні збори».
Прибалтійська операція (1941). Почалася Прибалтійська операція Північно-Західного фронту Ф. І. Кузнєцова та частин сил Балтійського флоту, що проходила з 22 червня по 9 липня 1941 р. У рамках стратегічної операції проведені Прикордонний бій у Литві та Латвії та Контрудар на шяуляйському напрямку (див. карту - Бойові дії на північно-західному, західному та південно-західному напрямках. 22 червня — 9 липня 1941 р. [Архівовано 30 вересня 2018 у Wayback Machine.]).
На шяуляйському напрямку 4-та танкова група Гепнера групи армій «Північ» прорвала оборону 8-й армії Північно-Західного фронту. Німецький 41-й моторизований корпус зайняв Тауроген, відкинувши радянські війська за річку Дубіса. 56-й мотокорпус Манштейна просунувся за день на 80 км, вийшов в район на північний захід від Каунаса та оволодів мостом через Дубісу біля Аріоголи.
На вільнюському напрямку 3-тя танкова група та 9-та армія групи армій «Центр» прорвали оборону 11-ї армії Північно-Західного фронту та захопили всі три мости через Німан і форсували річку в районах Алітус та Меркін.
На інших ділянках фронту під тиском німецьких військ радянські війська відступили на 15-20 км. Таким чином, у перший же день фронт оборони радянських військ опинився прорваним на декількох напрямках, порушена система зв'язку, втрачено централізоване управління військами.
Білостоцько-Мінська битва Почалася Білоруська стратегічна оборонна операція Західного фронту Д. Г. Павлова за участю Пінської військової флотилії, що проходила з 22 червня по 9 липня 1941 р. У рамках цієї операції проведена прикордонна оборонна битва та контрудари на Борисовському та Лепельському напрямках (див. карту - Бойові дії на західному фронті. 22 червня - 11 липня 1941). Як представники Ставки Головного Командування на Західний фронт відправлені Шапошников та Кулик.
На північному фланзі 3-тя танкова група групи армій «Центр» прорвала оборону 11-ї армії Північно-Західного фронту, форсувала Німан і глибоко охопила війська 3-ї армії Західного фронту. Одночасно з фронту 3-тю армію атакувала 9-я армія групи армій «Центр».
На південному фланзі 2-га танкова група групи армій «Центр» по захопленим мостам форсувала Західний Буг по обидві сторони Бреста та прорвала оборону 4-ї армії Західного фронту. 12-й армійський корпус 4-й армії групи армій «Центр» почав штурм Брестської фортеці.
Оборонна операція в Західній Україні. Почалася Оборонна операція в західній Україні Південно-Західного фронту, що проходила з 22 червня по 6 липня 1941 р (див. карту - Бойові дії на північно-західному, західному та південно-західному напрямках. 22 червня - 9 липня 1941 [Архівовано 30 вересня 2018 у Wayback Machine.]). В рамках даної операції проведені: прикордонна оборонна битва, Львівсько-Луцька та Станіславсько-Проскурівська фронтові оборонні операції. Як представник Ставки Головного Командування на Південно-Західний фронт направлений Г. К. Жуков.
1-ша танкова група та 6-та армія групи армій «Центр» завдали головного удару по лівому флангу 5-ї армії та по правому флангу 6-ї армій Південно-Західного фронту, в стиці Володимир-Волинського та Струмілівського укріплених районів. Противник захопив мости через Західний Буг, зайняв міста Кристинопіль та Сокаль. За перший день битви в напрямку головного удару 1-ша танкова група вклинилася в оборону радянських військ на глибину до 20 км.
На правому фланзі 5-ї армії радянські війська зустрічним ударом відкинули німців, що прорвались до річки Бугу. Але противнику знову вдалося форсувати річку й до кінця дня захопити невеликий плацдарм.
На лівому фланзі фронту 17-та армія групи армій «Центр» завдала удар у стиці Рава-Руського та Перемишльського укріплених районів в напрямку на Львів. Упертий опір радянських прикордонників дозволило військам 6-ї армії Південно-Західного фронту зайняти підготовлені рубежі оборони та зупинити противника перед позиціями Струмілівського та Рава-Руського укріпрайонів.
Гальдер:

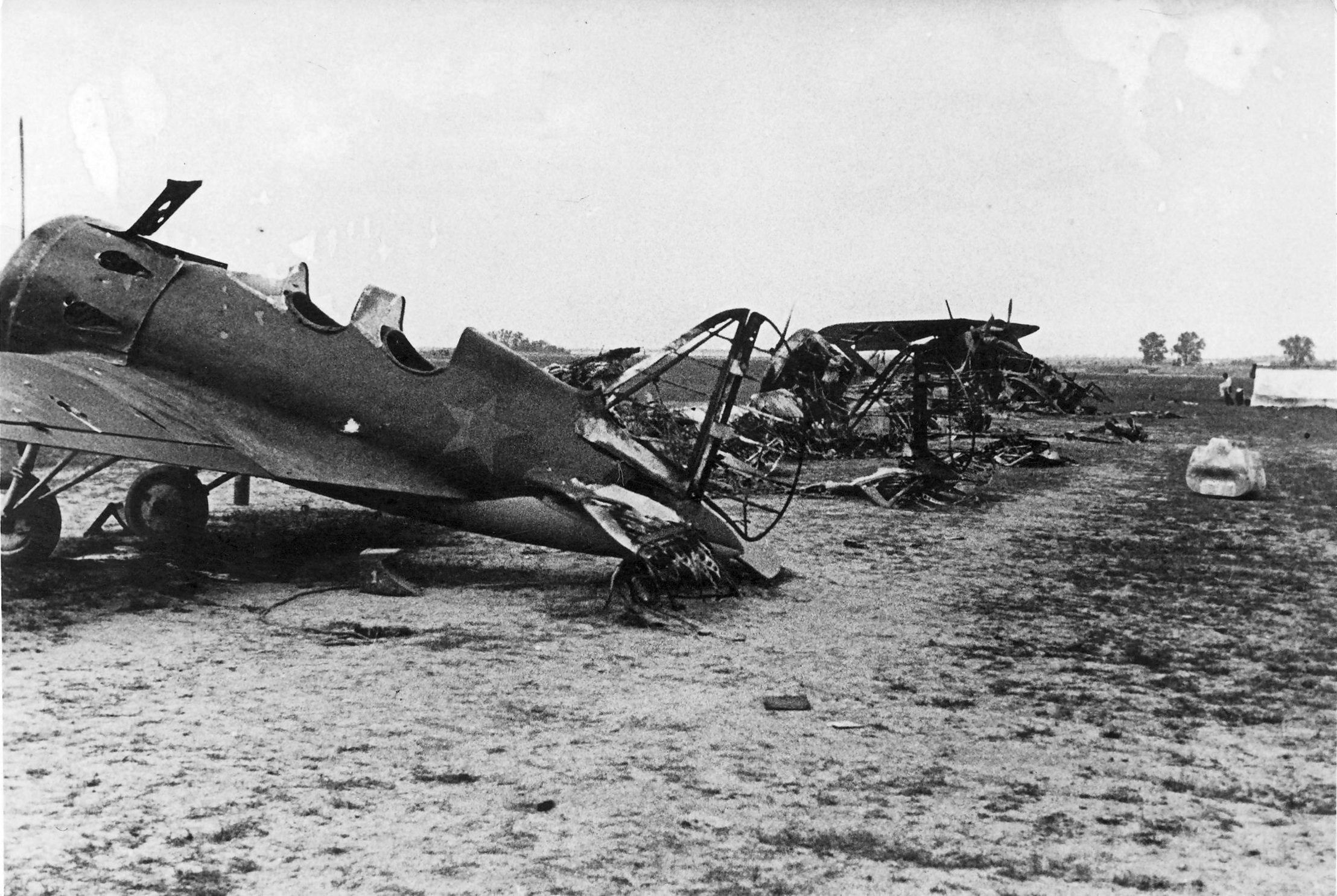
Радянський аеродром після німецького авіанальоту

«Всі армії, крім 11-ї армії групи армій "Південь" в Румунії, перейшли в наступ згідно з планом. Наступ наших військ, мабуть, стало для противника на всьому фронті повною тактичною неочікуваністю. Прикордонні мости через Буг та інші річки всюди захоплені нашими військами без бою й в повній цілості. Про повну несподіванку нашого наступу для противника свідчить той факт, що частини були захоплені зненацька в казарменому розташуванні, літаки стояли на аеродромах, покриті брезентом, а передові частини, раптово атаковані нашими військами, просили командування про те, що їм робити ... Командування ВПС повідомило, що за сьогодні знищено 850 літаків противника, в тому числі цілі ескадрильї бомбардувальників, які, піднявшись у повітря без прикриття винищувачів, були атаковані нашими винищувачами і знищені.»
Оборона Ханко. Почалася оборона військово-морської бази Ханко, яка тривала з 22 червня по 2 грудня 1941 р. 22 червня на Ханко здійснила наліт німецька бомбардувальна авіація.
Фінляндія. «Вранці 22 червня росіяни почали бомбити та обстрілювати чисто фінські об'єкти. В 6.05 були скинуті бомби на фінські лінкори в Соттунга, в 6.15 - на укріплення острова Альшер в архіпелазі перед містом Турку, а в 6.45 бомби падали вже на транспортні судна в Корпо. В 7.55 почали діяти батареї росіян на Ханко. В Петсамо по одному із судів вівся артилерійський вогонь, там теж росіяни відкрили вогонь через державний кордон.
Щоб пояснити позицію Фінляндії, міністерство закордонних справ у цей же день розіслало нашим закордонним представникам, в тому числі тим, хто працював в Москві та в Берліні, циркулярну телеграму, де вказало, що Фінляндія бажає залишатися на позиції нейтралітету, але буде захищатися, якщо на неї нападе Радянський Союз.»

## 23 червня1941 року. 2-й день війни
23 червня. Рішенням ЦК ВКП(б) і РНК СРСР створена Ставка Головного Командування Збройних Сил СРСР під головуванням Народного комісара оборони Маршала Радянського Союзу С. К. Тимошенко.
Прибалтійська операція (1941). 23 червня 4-та танкова група продовжила наступ. 8-ма армія Північно-Західного фронту була змушена відходити на північний схід, а 11-та армія — на південний захід. На Шауляйському напрямку 12-й механізований корпус завдав контрудар у фланг німецького угруповування та затримав частини 41-го корпусу на три доби.
3-тя танкова група Гота на стиці Північно-Західного та Західного фронтів пробила пролом шириною до 130 км та до вечора просунулася вглиб радянської території до 120 км.
Білостоцько-Мінська битва. 23 червня 6-й і 11-й механізовані корпуси та з'єднання 6-го кавалерійського корпусу завдали контрудар у фланг угруповання противника, що прорвався зі сувалківського виступу. Цього дня контратакував лише 11-й механізований корпус. 6-й механізований корпус, обороняючись у складі 10-ї армії на річці Нарев, не зміг своєчасно зосередитися для контрудару. Частини 6-го кавалерійського корпусу, що знаходилися під безперервними ударами авіації противника, несучи великі втрати, затрималися на марші.
23 червня частини радянського 14-го мехкорпусу та 28-го стрілецького корпусу 4-ї армії контратакували німецькі війська в районі Бреста, але були відкинуті. 2-га танкова група продовжила наступ на Барановичі й на Пінському напрямку й зайняла Пружани, Ружани та Кобринь.

Битва за Дубно

Оборонна операція в Західній Україні. 23 червня почалася Битва під Дубном - найбільша танкова битва початкового періоду війни. З ранку 23 червня 15-й і 4-й мехкорпуси завдали удару в напрямку Радехів, Сокаль-Слабе, у фланг 1-ї танкової групи. Поспіх організований контрудар успіху не мав.
В середині дня німецький 49-й корпус прорвав оборону на стиці між Рава-Руським і Перемишльським укріпрайоном

## 24 червня1941 року. 3-й день війни
Північний фронт. Ставка ГК перетворила Ленінградський ВО в Північний фронт

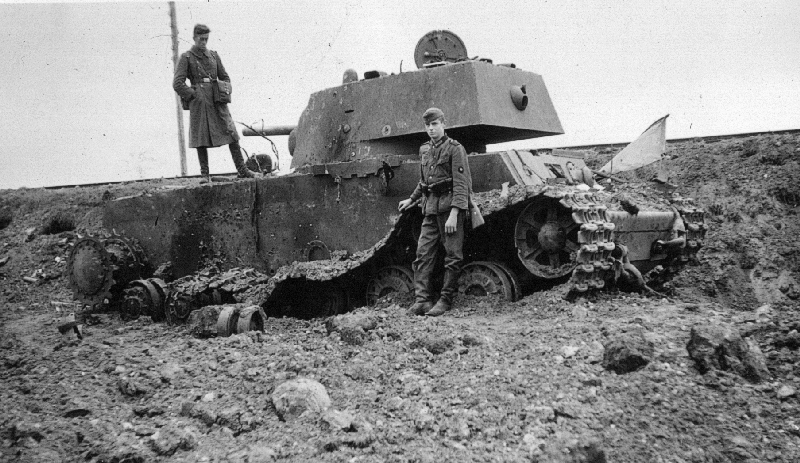
КВ-1 після бою біля Ковно

Прибалтійська операція (1941). 24 червня 56-й моторизований корпус 4-ї танкової групи
вклинився в глибину радянської території на 170 км й вийшов до Укмерге. 2-й армійський корпус зайняв Каунас. 3-тя танкова група захопила Вільнюс. Після цього основні сили північного флангу групи армій «Центр» повернули на південний схід і в Прибалтійській операції участі не брали.
Контрудар 3-го та 12-го мехкорпусів 23-24 червня через погану організацію та забезпечення звівся до поспішного, не узгодженим за місцем і часом дій. Результати виявилися незначними, а втрати в танках істотними. 24 червня командування Північно-Західним фронтом ухвалило рішення про відведення військ фронту на рубіж річок Вента, Шушве, Вілія.

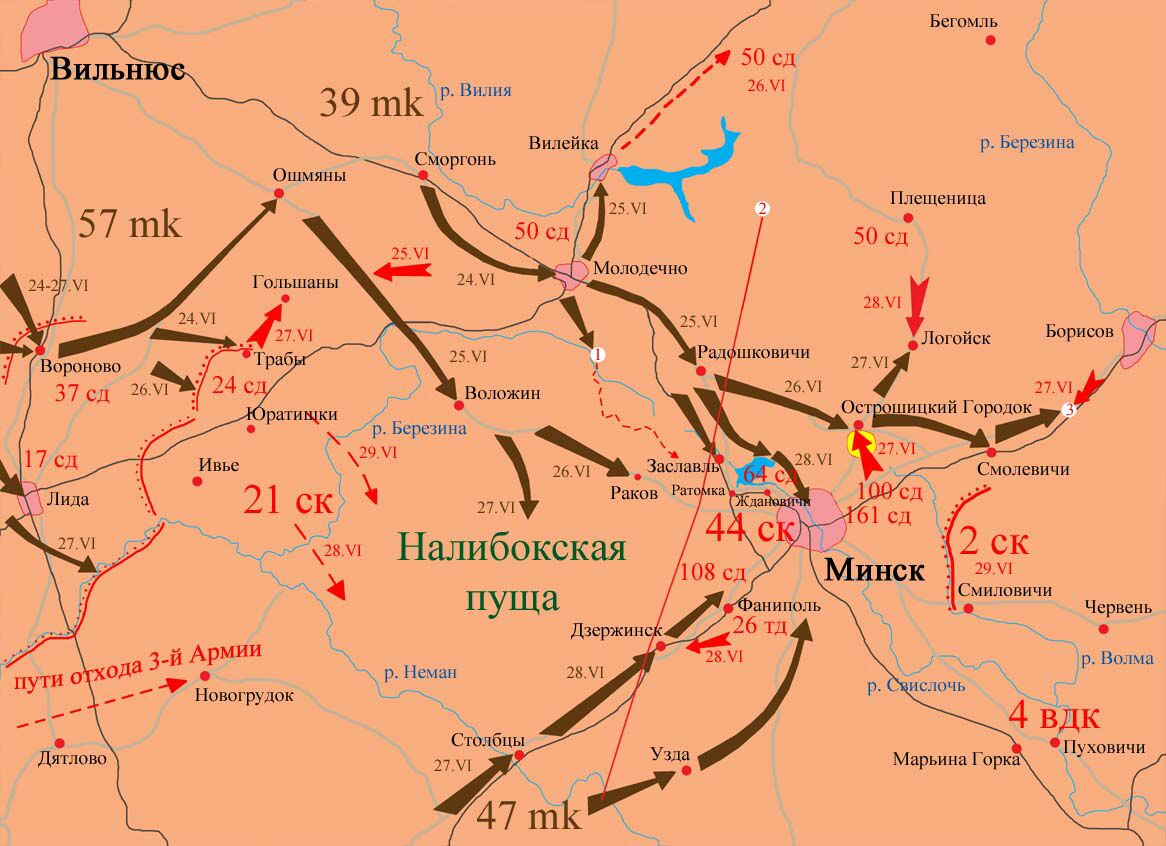
Прорив німецької 3-ї танкової групи до Мінська
24-28 червня 1941

Білостоцько-Мінська битва. 24 червня почався радянський контрудар в районі Гродно силами кінно-механізованої групи (КМГ) І. В. Болдіна. До контрудару залучили 6-й мехкорпус М. Г. Хацкілевича та 6-й кавкорпус, проте панування в повітрі німецької авіації, погана організація удару, атака на підготовлену протитанкову позицію призвело до того, що німецьким військам вдалося зупинити війська КМГ Болдіна. Окремо діяв 11-й мехкорпус 3-ї армії, якому вдалося вийти до передмістя Гродно. 10-та армія Західного фронту залишалася на рубежах на річках Бобр та Нарев.
Німецький 20-й армійський корпус на деякий час був примушений зайняти оборону, однак інші німецькі корпуси 9-ї армії (8-й, 5-й і 6-й) продовжили охоплення основних сил радянської армії в Білостоцькому виступі. 24 червня 47-й мотокорпус 2-ї танкової групи зіткнувся в районі Слоніма з трьома радянськими дивізіями другого ешелону Західного фронту, які затримали його на добу.
Оборонна операція в Західній Україні. 24 червня 1-ша танкова група Клейста вийшла до річки Стир. У стику 5-й армії та 6-ї армії Південно-Західного фронту утворився розрив шириною близько 50 км, з'явилась загроза глибокого обходу армій центру і лівого крила фронту.
9-й механізований корпус К. К. Рокоссовського 5-ї армії завдав удару з півночі, відкинув за річку Стир піхотні частини противника, що форсували її та зайняв рубіж південніше Луцька. 20-та танкова дивізія М. Е. Катукова на світанку з ходу атакувала моторизовані частини 13-ї танкової дивізії, що розташовувалася на привалі в районі Олика, завдала їм втрати, захопивши перший трофей і полонених.
4-й і 15-й механізовані корпуси завдали удару з району Броди на Радехів (Радзехув) - Сокаль. 22-й мехкорпус перейшов у наступ з району Луцька на Володимир-Волинський. В результаті контрудару ціною великих втрат вдалося дещо сповільнити наступ 1-ї танкової групи.
В районі Немирова 4-й механізований корпус А. А. Власова 6-ї армії завдав удару по частинах німецького 49-го корпусу, але не зміг зупинити їх і розрив між 159-ю та 97-ю дивізіями 6-ї армії досяг 40 км.
Південний фронт. Кораблями Дунайської військової флотилії висаджений перший загін Дунайського десанту на територію Румунії, захоплені берегові батареї, завдано значної шкоди, був зайнятий плацдарм.
Гальдер: «Загалом, тепер стало ясно, що росіяни не думають про відступ, а, навпаки, кидають все, що мають в своєму розпорядженні, назустріч німецьким військам, що вклинились. При цьому верховне командування противника, мабуть, зовсім не бере участі в керівництві операціями військ... На фронті груп армій "Південь" і "Північ" з'явився російський важкий танк нового типу, який, мабуть, має гармату калібром 80 мм (згідно з донесенням штабу групи армій "Північ" - навіть 150 мм, що, втім, малоймовірно).»
24 червня. Створена Рада з евакуації при РНК СРСР під головуванням Л. М. Кагановича.
24 червня. В газетах «Известия» та «Красная звезда» опублікована пісня «Священна війна».
24 червня. Президент Ф. Рузвельт заявив, що США надасть всю можливу допомогу Радянському Союзу в боротьбі з гітлерівською Німеччиною.
24 червня. в Москві утворено Радянське інформаційне бюро.

## 25 червня1941 року. 4-й день війни
Прибалтійська операція (1941). 4-та танкова група продовжила наступ на Єкабпілс і на Даугавпілс, а німецька 18-та армія — на Ригу.
8-ма армія Північно-Західного фронту за наказом відступала за Західну Двіну на північ, з організацією проміжних рубежів оборони Ауце - Вашкау та Біласте - Круміньш, з тим, щоб зайняти рубіж оборони від Риги до Лівану по Західній Двіні. 11-та армія відступала до рубежу оборони Кедайняй - р. Вілія - Олькенікі.
Білостоцько-Мінська битва. 3-тя танкова група Гота оволоділа Воложином і вийшла на висоти в районі Мінська. 2-га танкова група Гудеріана прикривала Слонім і просувалася на Барановичі.
25 червня 13-та армія Західного фронту розпочала оборонні дії на рубежі Мінського укріпрайону. 3-тя армія та 10-та армія отримали наказ на відступ. 3-тя армія повинна була відступати на Новогрудок, 10-та армія - на Слонім. Для відводу військ в напрямку на Мінськ залишався вузький коридор шириною до 60 км. З'єднанням 3-ї та 10-ї армій не вдалося відірватися від наступаючих з фронту і флангів частин противника.
Оборонна операція в Західній Україні. 25 червня 9-й мехкорпус Рокоссовського, 19-й мехкорпус М. В. Фекленко та 15-й мехкорпус Г. І. Карпезо атакували фланги 1-ї танкової групи Клейста, яка після запеклого бою зайняла Дубно.
25 червня. Директивою Народного комісара оборони з чотирьох армій Резерву Ставки (22, 19, 20 і 21-ї) була сформована група резервних армій під командуванням Маршала Радянського Союзу С. М. Будьонного.
Південний фронт. Ставка ГК перетворила Одеський військовий округ в Південний фронт.
Маннергейм: 25 червня військові-повітряні сили Росії почали широкомасштабні повітряні нальоти на міста Південної та Середньої Фінляндії, в тому числі на Гельсінкі та Турку, а також на численні відкриті промислові та житлові центри. На державному кордоні піхота та артилерія росіян відкривали вогонь. Стало очевидно, що СРСР приступив до військових дій проти Фінляндії. Парламент оголосив, що Фінляндію знову змусили ввести оборонну війну. Війська отримали право відповідати вогнем на вогонь, але їм було заборонено переходити державний кордон до 24.00 28 червня.

## 26 червня1941 року. 5-й день війни
26 червня. Фінляндія оголосила війну Радянському Союзу.

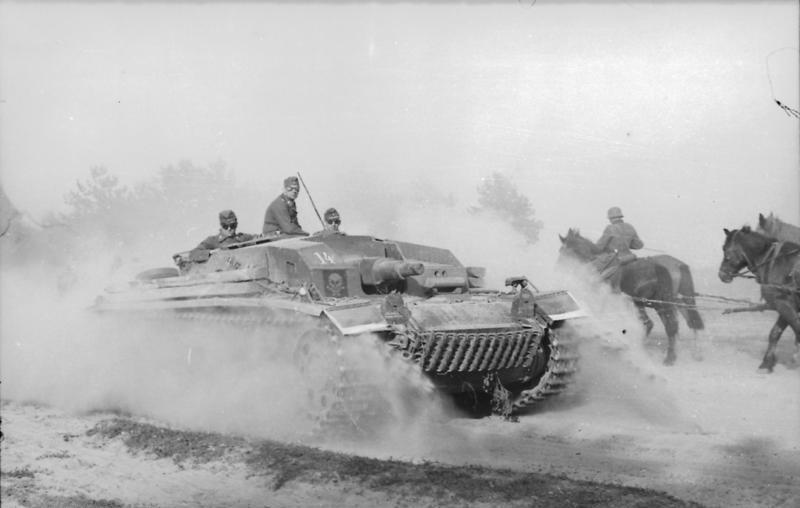
StuG III

Прибалтійська операція (1941). 4-та танкова група Гепнера прорвалася до Даугавпілса , захопила обидві великі мости через Західну Двіну неушкодженими та зайняла плацдарм на правому березі. Вжиті протягом двох днів контратаки 5-го повітряно-десантного корпусу з метою вибити німців із Даугавпілса не дали результатів.
Білостоцько-Мінська битва. 3-тя танкова група Гота зайняла Молодечно, Воложин, Радошковичі, обійшла Мінськ з півночі і попрямувала до Борисова. 2-га танкова група Гудеріана розбила недоукомплектований 17-й механізований корпус Червоної Армії, зайнявши Барановичі.
25 червня. М. Ф. Гастелло направив палаючий бомбардувальник на скупчення танків, бензоцистерн і автомашин супротивника на ділянці дороги Молодечно - Радошковичі.
Оборонна операція в Західній Україні. 26 червня до контрудару 9-го, 19-го та 15-го мехкорпусів приєднався 8-й мехкорпус генерала Д. І. Рябишева. До кінця дня корпус просунувся з району Броди в напрямку на Берестечко на 10-15 км. Усвідомивши загрозу правому флангу 48-го моторизованого корпусу 1-ї танкової групи Клейста, німці перекинули в цей район 16-ту моторизовану дивізію, 670-й протитанковий батальйон і батарею 88-мм гармат і до вечора контратакували частини мехкорпусу.
Увечері 26 червня М. П. Кирпонос вирішив відвести 6, 26 і 12-ту армії з львівського виступу.
Гальдер: «Група армій "Південь" повільно просувається вперед, на жаль несучи значні втрати. У противника, який діє проти групи армій "Південь", відмічене тверде й енергійне керівництво. Противник весь час підтягує з глибини нові свіжі сили проти нашого танкового клину.»
26 червня. Турецьке посольство оголосило нейтралітет Туреччини.

## 27 червня1941 року. 6-й день війни
Прибалтійська операція (1941). 4-та танкова група Гепнера розширює захоплений плацдарм в районі Даугавпілса. В другій половині дня з району на північний схід від Даугавпілса завдав удар 21-й механізований корпус Д. Д. Лелюшенка. Німецькі 16-та та 18-та армії продовжували наступ до Західної Двіни.
Білостоцько-Мінська битва. У ніч на 27 червня 3-тя танкова група Гота зайняла Смольовічи на шосе Мінськ - Москва. 2-га танкова група Гудеріана зайняла Стовпці й вийшла на південну околицю Мінська.
10-та армія Західний фронт залишила Білосток і відходила в район Волковиська та Зельви.

Оборонна операція в Західній Україні 27 червня в ході контрудару 19-й механізований і 36-й стрілецький корпуси прорвалися до Дубно з півночі та північного сходу. На південну околицю Дубно вийшли частини 8-го механізованого корпусу. Однак опанувати Дубно й оточити передові частини 1-ї танкової групи Клейста не вдалося, але перехоплення великої магістралі у Дубно змусило німців призупинити наступ.
Німецька 17-та армія групи армій «Південь» перейшла в наступ і організувала переслідування радянських армій, які відходили з львівського виступу.
27 червня. Після бомбардування угорських міст радянською авіацією Угорщина оголосила війну Радянському Союзу.
27 червня. Уряд Ірану заявив про нейтралітет.

## 28 червня1941 року. 7-й день війни
Прибалтійська операція (1941). Вранці 21-й механізований корпус атакував противника в районі Даугавпілса й увірвався в північно-західну частину міста. До кінця дня німецький 56-й моторизований корпус 4-ї танкової групи контратакував 21-й мехкорпус і відкинув його на 40 км від Даугавпілса.
Білостоцько-Мінська битва 3-тя танкова група Гота увірвалася в Мінськ з північного заходу, а 2-га танкова група Гудеріана - з півдня.
10-та армія Західного фронту залишила Білосток і відходила в район Волковиська та Зельви. 28 червня противник оточив частину сил 10-ї армії на схід від Білостока. Німецька 9-та армія, що наступала з району Гродно на південний схід, на північ від Слоніма з'єдналася з 4-ю армією Клюге, що просувалась від Бреста в північно-східному напрямку, й відрізала шляхи відходу для основних сил 3-ї та 10-ї радянських армій.
Оборонна операція в Західній Україні. 28 червня 19-й механізований корпус був змушений залишити Рівне і почати відвід своїх військ на рубіж річки Горинь. З району Броди 15-й механізований корпус продовжував наступ на Берестечко, а 8-й механізований корпус - на Дубно. Противник підтягує резерви для прикриття правого флангу 1-ї танкової групи Клейста.

## 29 червня1941 року. 8-й день війни
Оборона Заполяр'я. Почалася стратегічна оборонна операція в Заполяр'ї та Карелії, яка тривала з 29 червня по 10 жовтня 1941. Операція проводилася військами Північного фронту, 7-ю окремою арміэю за сприяння сил Північного флоту. В рамках даної операції проведені: оборонні операції на Мурманському, Кандалакшському та Кестеньгському напрямках, Виборзько-Кексгольмська фронтова оборонна операція, оборонні операції на Ухтинскому, Ругозерській, Петрозаводському та Олонецькому напрямках.
Німецька армія «Норвегія» перейшла в наступ, завдаючи головного удару на Мурманському та допоміжні - на Кандалакшському та Ухтинскому напрямках.
Прибалтійська операція (1941). Війська групи армій «Північ» накопичували сили на захоплених на річці Західна Двіна плацдармах. 41-й моторизований корпус форсував Двіну в районі Крустпілса. На лівому фланзі групи армій «Північ» передовий загін 1-го армійського корпусу увірвався в Ригу. 29 червня радянські війська залишили місто Лієпая.
Білостоцько-Мінська битва. 3-тя танкова група Гота та 2-га танкова група Гудеріана з'єдналися на схід від Мінська. 2-га танкова група продовжила наступ на Бобруйськ.
А. І. Мікоян: «29 червня ввечері у Сталіна в Кремлі зібралися Молотов, Маленков, я і Берія. Докладних даних про становище в Білорусі тоді ще не надійшло ... Стривожений таким ходом справи, Сталін запропонував усім нам поїхати в Наркомат оборони і на місці розібратися з обстановкою.
 В Наркоматі були Тимошенко, Жуков, Ватутін. Сталін тримався спокійно, запитував, де командування Білоруським військовим округом, який є зв'язок.
 Жуков доповідав, що зв'язок втрачено й за весь день відновити її не могли ... Близько півгодини поговорили, досить спокійно. Потім Сталін вибухнув: що за Генеральний штаб, що за начальник штабу, який так розгубився, не має зв'язку з військами, нікого не представляє й ніким не командує ... Жуков, звісно, не менше Сталіна переживав стан справ, і такий окрик Сталіна був для нього образливим. І цей мужній чоловік розридався як баба й вибіг в іншу кімнату. Молотов пішов за ним ...
 Сталін був дуже засмучений. Коли вийшли з наркомату, він таку фразу сказав: Ленін залишив нам велику спадщину, ми - його спадкоємці - все це ... Ми були вражені цим висловлюванням Сталіна. Виходить, що все безповоротно ми втратили? Порахували, що це він сказав в стані афекту.»
Оборонна операція в Західній Україні. В районі Дубно тривали запеклі бої. Противник посилив своє угруповання новими з'єднаннями. 11-та танкова дивізія 1-ї танкової групи продовжувала тримати оборону в районі Острог. Радянські мехкорпуси, які зазнали в боях великих втрат, за наказом М. П. Кирпоноса стали виводитися з бою. Частина 8-го механізованого корпусу була оточена в районі Дубно.
На кінець 29 червня німці прорвалися до Львова, й радянські війська змушені були залишити місто.

## 30 червня1941 року. 9-й день війни
Державний Комітет Оборони. Утворений Державний комітет оборони (ДКО) під керівництвом Й. В. Сталіна.
Прибалтійська операція (1941). Командувач Північно-Західним фронтом Ф. І. Кузнєцов віддав наказ військам, що обороняли рубіж річки Західна Двіна, відійти до Псковського, Островського та Себезького укріпрайону, за що був знятий з посади. Коли війська вже знаходилися в русі, новопризначений командувач фронтом П. П. Собенніков скасував раніше віддані розпорядження.
30 червня передовими загономи 26-го армійського корпусу німецької 18-ї армії були захоплені мости в Ризі.
Білостоцько-Мінська битва. Група армій «Центр» продовжує ліквідацію радянських військ, оточених на захід від Мінська. Частина оточеного угруповання прорвалася між Мінськом і Слонімом через фронт 2-ї танкової групи Гудеріана.
У другій половині дня 3-тя танкова група Гота вийшла до західної околиці Ново-Борисова. 2-га танкова група Гудеріана завдала удару північніше Бобруйська в районі Шаткова, форсувала Березину та захопила плацдарм.
30 червня був заарештований командувач Західним фронтом Д. Г. Павлов.

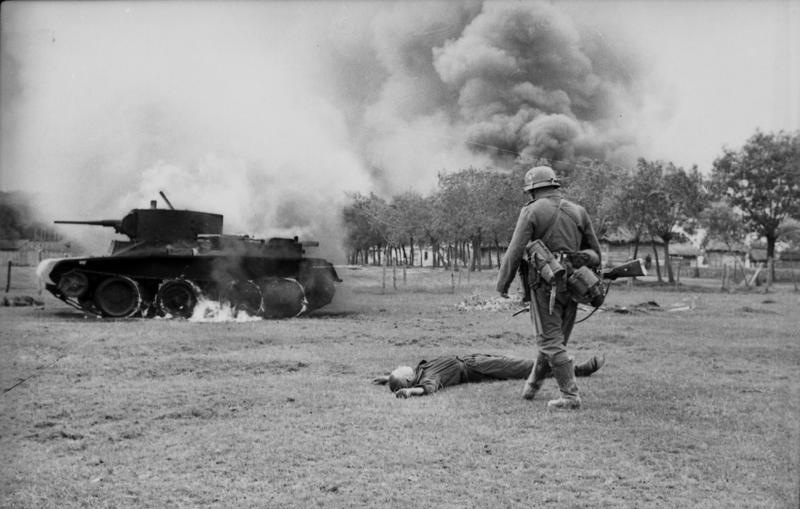
БТ-7

Оборонна операція в Західній Україні. Директивою від 30 червня 1941 р. Ставка Головного Командування наказала командуючому Південно-Західним фронтом до 9 липня відвести війська на кордон Коростенського, Новоград-Волинського, Шепетівського, Старокостянтинівського, Проскурівського та Кам'янець-Подільського укріплених районів і, спираючись на них, організувати вперту оборону.
Німецькі війська продовжували наступ на схід, в напрямку Києва. До 30 червня вони захопили Ковель, Луцьк, Рівне, Дубно, Львів. Частина 8-го механізованого корпусу, оточеного в районі Дубно, неодноразово робила спроби прорватися в південно-західному напрямку.
30 червня. Почалася евакуація з Москви населення, підприємств та установ.

## Перелік карт
1. Загальний хід військових дій в першому періоду війни. Червень 1941 р. — листопад 1942 р. [Архівовано 14 лютого 2014 у Wayback Machine.]
2. Бойові дії на північному-західному, західному та південно-західному напрямках. 22 червня — 9 липня 1941 р. [Архівовано 30 вересня 2018 у Wayback Machine.]
3. Бойові дії на західному фронті. 22 червня — 11 липня 1941 р.